# La resistencia palestina y las sandías

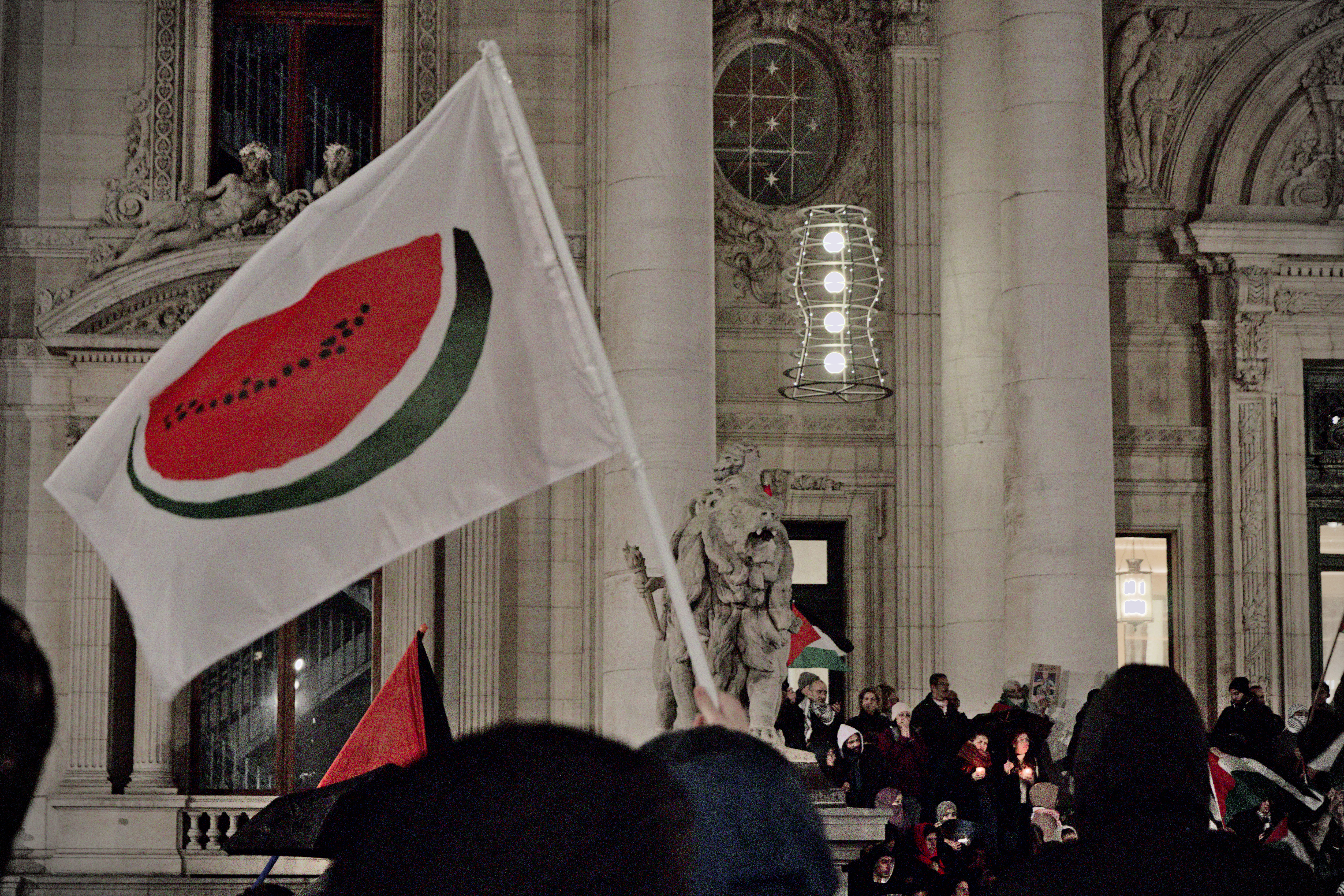
Manifestantes en apoyo a Palestina ondeando una bandera con la sandía (Bruselas, 2023).

La sandía es símbolo de la expresión pública de los palestinos en protestas y obras de arte que representan la lucha contra la ocupación israelí de los territorios palestinos.

## Orígenes
La bandera palestina y los colores que la conforman, rojo, verde, blanco y negro ha estado históricamente prohibida en Israel, por lo que la sandía, que es cultivada localmente y que tienen esos colores (la cáscara es verde, la carne cerca de esta es casi blanca, el resto de la carne del fruto es roja, y la pepitas son negras) por ello ha servido en la iconografía palestina como una alternativa durante décadas. Después de la guerra árabe-israelí de 1967, Israel prohibió la exhibición de la bandera palestina y sus colores en la Franja de Gaza, Cisjordania y la anexada Jerusalén Oriental y el ejército israelí arrestó a cualquiera que la exhibiera. En 1993, como parte de los Acuerdos de Oslo, Israel levantó la prohibición de enarbolar la bandera palestina.

## Usos notables
Desde el estallido de la guerra entre Israel y el grupo paramilitar terrorista Hamás en octubre de 2023, el símbolo de la sandía ha experimentado un resurgimiento en popularidad. Un número cada vez mayor de personas lo están aprovechando, a menudo utilizando emojis de sandía, en varias plataformas de redes sociales para mostrar su apoyo a Palestina. En particular, el símbolo puede usarse para eludir la censura y la prohibición encubierta en algunas plataformas, evitando símbolos más evidentes como las banderas palestinas.